# Sarqoka Xiang
Sarqoka Xiang (kinesiska: 萨尔乔克乡, 萨尔乔克) är en socken i Kina. Den ligger i den autonoma regionen Xinjiang, i den nordvästra delen av landet, omkring 400 kilometer öster om regionhuvudstaden Ürümqi. Antalet invånare är 3 662. Befolkningen består av 1 836 kvinnor och 1 826 män. Barn under 15 år utgör 27,0 %, vuxna 15-64 år 67 %, och äldre över 65 år 4,0 %.
Genomsnittlig årsnederbörd är 468 millimeter. Den regnigaste månaden är juni, med i genomsnitt 98 mm nederbörd, och den torraste är januari, med 4 mm nederbörd.